# インターネットの大文字表記

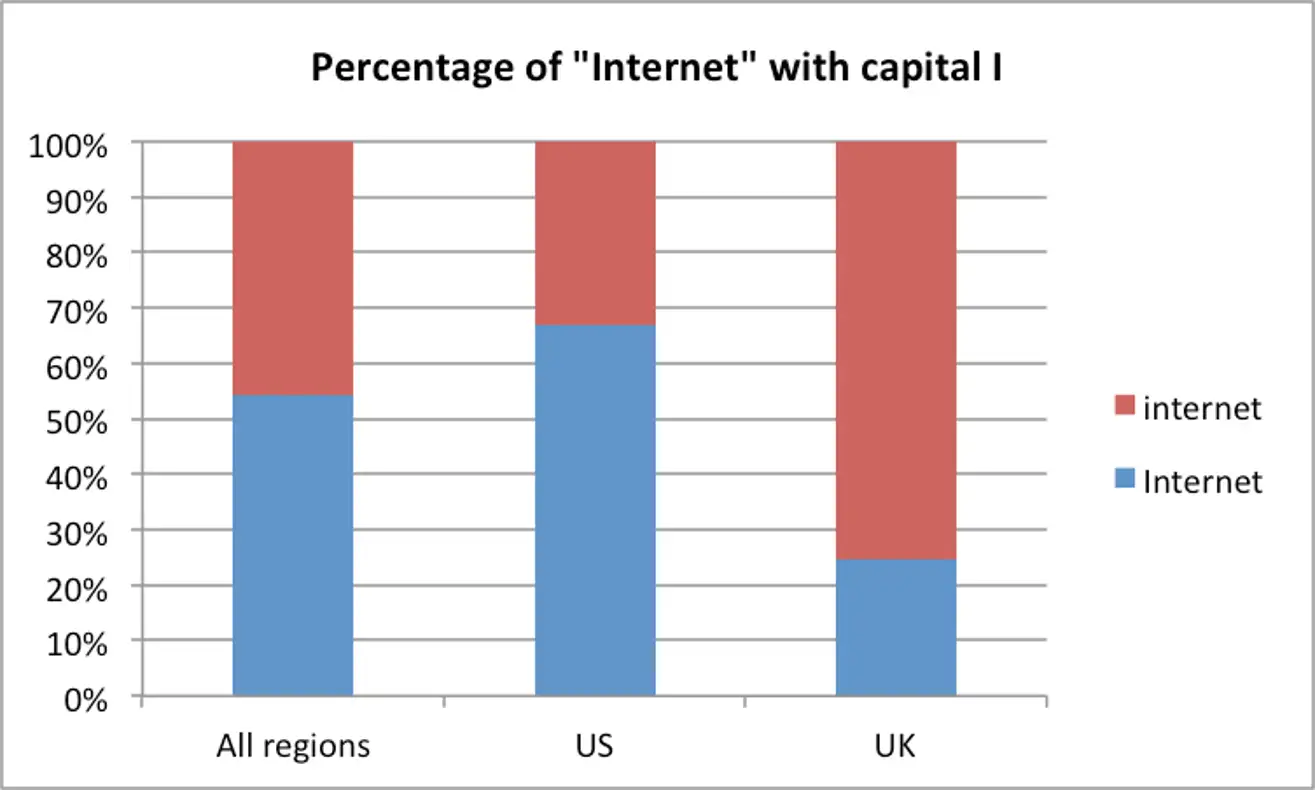
オックスフォード英語辞典 による2016年の調査では、米国と英国で Internet または internet の表記に関して異なる結果が報告されている。

Internet または internet を大文字にするかどうか、またどのような用途で大文字にするかは、時代とともに変化し、出版社、著者、地域の好みにより変化する。Internet が一般的に使用され始めた時代では、ほぼ全てのの出版物で Internet と大文字の固有名詞として表記されていた。しかしながらこの原則は時代と共に一般的ではなくなってきた。この単語は、グローバルなインターネットプロトコルに基づいたインターネットと、より小規模なインターネットやインターネットプロトコルに基づかないインターネットとを区別するために、今でも大文字で表記されることがある。ただし、2016 年以降のAPスタイルブックを含む多くの出版物では、すべての場合に小文字で表記する、すなわち internet を推奨している。2016 年、オックスフォード英語辞典によると、約25億の印刷物とオンライン上に存在する情報源の調査に基づいて、インターネットが大文字で表記されている、すなわち Internet と表記されるケースは全体の54%であることと、米国では Internet、英国では internet が好まれていることが判明した。

## Internet と internet
歴史的に、インターネットワークの短縮形であるインターネットとインターネットは区別されてきた。前者は最初の文字が小文字の普通名詞として、後者は大文字の固有名詞として扱われてきた。internet とは、インターネットプロトコルを使用しているかどうかに関係なく、相互接続されたネットワークの集合を指す。
この違いは、ARPANETからインターネットへの移行中であった1980年代初期のRequest for Commentsで示されているが、完全に統一して適用されていたわけではない。
その時期の別の例として、1989年のIBMの TCP/IP チュートリアルおよび技術概要（1998年に更新されている）があり、そこには次のように書かれている。
「インターネット」（または「インターネットワーク」）という語は、「相互接続されたネットワーク」といを短縮したもの。ただし、大文字の「I」で書かれたインターネットは、相互接続されたネットワークの世界規模の集合を指す。ゆえに、 Internet は internet に含まれるが、internet が Internet に含まれるわけではない。Internet は「接続された Internet」と呼ばれることもある
。